# دانشگاه ریچمن
دانشگاه ریچمن یک کالج خصوصی هنر آزاد در ریچمند، ویرجینیا است.
تأسیس دانشگاه ریچمند در جلسه انجمن کلیپتیست‌های ویرجینیا که در ۸ ژوئن ۱۸۳۰ برگزار شد، مصوب شد.